# 王怀臣
王怀臣（1953年12月—），河北大名人。1972年12月参加工作，1974年加入中国共产党。中南海职工大学秘书专业毕业，电子科技大学管理科学与工程专业研究生学历。
历任中共中央办公厅秘书；曾经担任中共元老邓力群的秘书；中国社会科学院当代中国研究所办公室主任、秘书长；四川省成都市委副书记。四川省人民政府省长助理、副省长等职。2007年5月获任中共四川省委常委兼省委政法委书记，2011年9月改兼省纪委书记，直至2015年5月。同年7月，出任中央第十二巡视组组长。2016年，担任中央第一巡视组组长。